# Peter Nöcker
Peter Nöcker, né le 30 avril 1928 à Düsseldorf et mort le 7 octobre 2007 à Meerbusch, est un pilote automobile allemand, essentiellement sur voitures de tourisme en circuits.

## Biographie
Sa carrière s'est étalée régulièrement entre avril 1956 (au Prix de Paris à Montlhéry sur Porsche 550 Spyder, 5e) et 1968 (aux 1 000 kilomètres du Nürburgring sur Porsche 911T).
Il a remporté le premier Championnat d'Europe FIA des voitures de tourisme en 1963 (en) sur Jaguar MK II 3.8L. -ainsi que la même année le Deutsche Rundstrecken-Meisterschaft (ou DARM, championnat d'Allemagne des circuits)- en terminant ex æquo avec Hans Braun de Wiesbaden sur Alfa Romeo Giulia 1.6L., voiture de cylindrée plus modeste (Nöcker obtenant 17 victoires pour 20 départs durant la saison avec la voiture -dont Zolder et Col du Rombo en côte, hors Allemagne-, après plusieurs succès Grand Tourisme allemands en 1962 sur sa Ferrari 250 GT SWB qu'il vendit en 1963 à Erich Bitter).
Il a participé aux 24 Heures du Mans en 1964 (Jaguar E-Type avec Peter Lindner) et 1965 (4e avec Herbert Linge sur Porsche 904/6, vainqueurs de catégorie 2L., soit P 2.0).
Il n'eut jamais d'accident en course.
Pour le cinquantenaire de la date de création de l'ETCC, la FIA a créé le Peter Nöcker Trophy qui récompense annuellement le(s) pilote(s) ayant obtenu le plus de victoires indépendamment des classes dans la Coupe d'Europe des voitures de tourisme.

## Victoires notables en 1963
- 6 Heures du Nürburgring, le 16 juin 1963 (avec Peter Lindner sur Jaguar Mk II de classe 9 du Peter Lindner Racing devant 50 000 spectateurs, première épreuve de l'ETCC);
- ETCC Zolder 1963 (sur Jaguar Mk II vainqueur de classes 6-9 en ETCC);
- Course de côte de Timmelsjoch (le Col du Rombo autrichien sur Jaguar Mk II vainqueur de classe 2-9 en ETCC);
- Prix du Tyrol, en 1963 (sur Jaguar E-Type, hors ETCC).

(Nota Bene: durant cette première saison d'ETCC, il y eut un total de 8 épreuves. À la fin de l'année cinq pilotes étaient à égalité de points -dont Wolf-Dieter Mantzel sur DKW, Hubert Hahne sur BMW, Rob Slotemaker sur Mini, et Tom Trana sur Volvo-. Nöcker fut déclaré vainqueur, car sa Jaguar possédait la plus grande cylindrée des neuf classes admises, mais également car, à égalité de victoires avec Mantzel et Hahne, Nöcker était celui qui possédait la plus grande avance de points sur le second de sa classe personnelle.)

## Victoires DARM
(Deutsche Rundstrecken-Meisterschaft, précurseur du DTM) 
- 1963: Trier (x2), Avusrennen, Norisring;
- 1964: Norisring.